# Benningen am Neckar
Benningen am Neckar település Németországban, azon belül Baden-Württembergben. Lakosainak száma 6713 fő (2023. december 31.).

## Népesség
A település népessége az elmúlt években az alábbi módon változott:
| Lakosok száma | 2821 | 3607 | 4208 | 4518 | 4704 | 5276 | 5412 | 5510 | 5991 | 6713 |
|               | 1961 | 1967 | 1974 | 1980 | 1987 | 1993 | 2000 | 2006 | 2013 | 2023 |